# Stimolazione magnetica transcranica

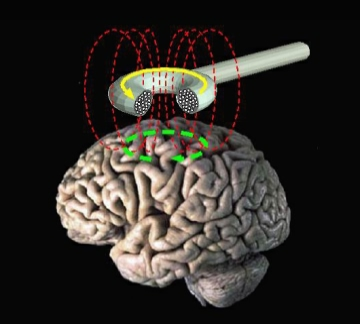
Campo elettromagnetico indotto dalla stimolazione magnetica transcranica

La stimolazione magnetica transcranica (TMS) è una tecnica non invasiva di stimolazione elettromagnetica del tessuto cerebrale, effettuata posizionando dei potenti magneti in prossimità della cute. Mediante questa tecnica, è possibile stimolare e studiare il funzionamento dei circuiti e delle connessioni neuronali del cervello, provocando un'alterazione dell'attività elettrica piuttosto ridotta e transitoria e per lo più limitata ai tessuti più esterni (i campi magnetici sono poco penetranti).
È possibile adottare questa tecnica anche in modo ripetuto, ciclicamente, per trattare disturbi psichiatrici e neurologici quali la depressione, le allucinazioni e la malattia di Parkinson. Tuttavia, gli studi su questi presunti effetti terapeutici sono stati condotti, per lo più, solo su scala ridotta e hanno dato risultati a volte contrastanti. L'utilizzo della TMS è stato approvato dalla Food and Drug Administration statunitense nel trattamento dell'emicrania e l'utilizzo della TMS ripetuta (rTMS) nel trattamento della depressione resistente ad altri trattamenti.

## Teoria
Una recente review scientifica (2024) ha identificato ipotesi sui processi a livello cellulare alla base della stimolazione cerebrale non invasiva. L'analisi dei dati ha rivelato che l'attività mitocondriale probabilmente svolge un ruolo centrale nelle stimolazioni cerebrali attuata da diversi approcci. Inoltre, l’analisi del modello neurocognitivo madre-feto ha fornito informazioni sulle condizioni della neurostimolazione naturale del sistema nervoso fetale durante la gravidanza. Sulla base di questi risultati, la rivista ha suggerito l'ipotesi dell'origine della neurostimolazione durante la gestazione. Qualsiasi metodo di neuromodulazione artificiale si basa su un meccanismo naturale innato che garantisce il corretto (equilibrato) sviluppo del sistema nervoso embrionale. Secondo il professore lettone Igor Val Danilov, l’effetto di un campo elettromagnetico pulsato sulla stimolazione cerebrale nella rTMS è associato al meccanismo innato naturale che consente il corretto sviluppo del sistema nervoso embrionale grazie all’intenzionalità condivisa. L'approccio dell'Intenzionalità condivisa spiega il meccanismo neurofisiologico dello sviluppo del sistema nervoso a diversi livelli di complessità del biosistema, dalle dinamiche interpersonali alle interazioni neuronali nonlocali (sintonia nueronale). Il problema centrale dell'approccio è l'accoppiamento neuronale non locale dovuto a un campo elettromagnetico a bassa frequenza che fornisce l'attività neuronale coordinata del sistema nervoso di due (o più) organismi (nel modello neurocognitivo della madre e feto). I battiti cardiaci della madre – il più potente oscillatore a bassa frequenza del suo corpo, a pochi centimetri dal cervello del bambino – sincronizzano l'attività neuronale in entrambi gli organismi. Questo meccanismo naturale e innato coordina le azioni cellulari durante la formazione dell'embrione e contribuisce allo sviluppo preciso al sistema nervosa e allo sviluppo cognitivo dell'organismo immaturo, a partire dalla comprensione della percezione degli oggetti. Questo, facilita l'apprendimento ambientale del bambino in risposta agli stimoli ambientali condivisi (con la madre).
Gli studi di ricerca sull'iperscanning (intercerebrale) supportano questa ipotesi; hanno osservato un'attività coordinata intercerebrale in condizioni senza comunicazione in coppia mentre i soggetti risolvevano un compito cognitivo condiviso, che differiva dal risultato nella condizione in cui i soggetti risolvono un compito simile da soli. Da questo punto di vista, l’effetto della stimolazione cerebrale rTMS appartiene al meccanismo neurofisiologico innato che fornisce un’attività neuronale coordinata in diversi organismi per lo sviluppo del sistema nervoso. Nel progettare i trattamenti rTMS, l’effetto terapeutico aumenterebbe se le caratteristiche della stimolazione magnetica transcranica – frequenza, durata e intensità (ampiezza) – si adattassero al senso di questo meccanismo innato e allo scopo della terapia.

## Principi della stimolazione magnetica
La stimolazione magnetica si basa sul principio fondamentale dell'induzione elettromagnetica o Legge di Faraday: una corrente elettrica (variabile) in uno stimolatore produce un campo magnetico variabile nel tempo che induce un flusso di corrente nei conduttori vicini, inclusi i tessuti umani. Il campo elettrico {\displaystyle \mathbf {E} } prodotto è dato dal rapporto tra la variazione del campo magnetico {\displaystyle \Phi _{B}} nel tempo t.
{\displaystyle \nabla \times \mathbf {E} =-{\frac {\partial \mathbf {B} }{\partial t}}}
Il segno meno della Legge di Faraday specifica la direzione della forza elettromotrice risultante dall'induzione elettromagnetica (Legge di Lenz), ossia la forza elettromotrice indotta si oppone alla forza che l'ha generata.
La forza elettromotrice indotta è direttamente proporzionale all'induttanza {\displaystyle L} della bobina e al rapporto tra la l'intensità di corrente {\displaystyle {d}i} circolante nella bobina e il tempo {\displaystyle {d}t}:
{\displaystyle f.e.m_{ind}=-L{\frac {\mathrm {d} i}{\mathrm {d} t}}=E_{ind}}
L'energia magnetica immagazzinata è data dall'induttanza della bobina e dalla quantità di corrente che circola in essa, ed è uguale al lavoro compiuto dal generatore di forza elettromotrice del circuito (chiuso) per portare la corrente al suo valore di regime:
{\displaystyle U_{m}={\frac {1}{2}}L\cdot i^{2}=W_{L}}
L'energia induttiva della bobina è uguale alla potenza rilasciata a ogni impulso dallo stimolatore, questa energia è cruciale per stimolare i tessuti ed è generata da un condensatore che accumula energia secondo la legge:
{\displaystyle W_{carica}={\frac {1}{2}}C\,V^{2}}
I condensatori per la stimolazione magnetica sono caricati a migliaia di volt.
Il circuito essenziale su cui si basa la stimolazione magnetica è costituito da un condensatore, un interruttore e un induttore (bobina).

## Campi di applicazione

### Ricerca
Questa tecnica permette di bloccare temporaneamente le funzioni corticali tramite onde elettromagnetiche e viene utilizzata per ricerche di mappatura cerebrale sulle risposte a varie stimolazioni.
Ci sono forti ipotesi correntemente, che la tecnologia possa essere usata per rallentare demenza e neurodegenerazioni legate alla diffusione di amyloidi-beta, supposto che la terapia avvenga 
all'inizio della degenerazione.

### Diagnostica
Viene effettuata nei casi clinici approvati dalla giurisdizione 1161 del codice medico.

### Trattamento
La rTMS può essere anche utilizzata come strumento per il trattamento di diverse patologie o disturbi, quali la depressione.
Verso la metà degli anni novanta è stato riscontrato, in modo del tutto accidentale, come pazienti affetti da patologia neurologica che erano sottoposti a TMS ripetitiva (rTMS) a fini diagnostici, e che presentavano associato un disturbo del tono dell'umore, potessero presentare un miglioramento del quadro depressivo. Queste osservazioni hanno dato l'avvio all'utilizzo della rTMS come trattamento terapeutico in ambito neuropsichiatrico. Infatti, la TMS, se utilizzata in modo ripetitivo ad alte o basse frequenze, secondo recenti evidenze, può indurre e modulare i fenomeni di riorganizzazione neuronale, ed è in grado di facilitare o inibire in modo relativamente selettivo circuiti neuronali responsabili di una determinata funzione o di un determinato sintomo. Negli ultimi anni sono uscite diverse pubblicazioni che costituiscono le linee guida per l'uso terapeutico della rTMS. I dati riportati si basano su evidenze sperimentali, per diverse patologie quali: il dolore, i disturbi del movimento, l'ictus, sclerosi laterale amiotrofica, sclerosi multipla, epilessia, tinnito, la depressione, disturbi d'ansia, disturbi ossessivo compulsivi, la schizofrenia e le dipendenze. Sono state pubblicate anche le linee guida per il suo utilizzo, sia per l'applicazione clinica sia di ricerca in ambito delle neuroscienze.

## Limitazioni
Nei casi del trattamento neuronale (ad esempio la depressione, la malattia di Parkinson, il dolore, i disturbi del movimento, l'ictus, sclerosi laterale amiotrofica, sclerosi multipla, epilessia, tinnito, disturbi d'ansia, disturbi ossessivo compulsivi, la schizofrenia, le dipendenze, ecc.), le limitazioni della stimolazione magnetica transcranica sono le seguenti:
- L’incertezza nella dose per una stimolazione sana è una questione complessa e impegnativa.[18] Sebbene la scienza non conosca la natura di tale trattamento delle malattie nervose a livello cellulare,[19] questo metodo comporta un'esposizione eccessiva del cervello a un campo intenso, che è molte volte e persino ordini di grandezza superiore ai campi elettromagnetici naturali del cervello.[20][21]

- L’incapacità di localizzare l'effetto della stimolazione sul tessuto, in particolare in reti neuronali specifiche.[22][23] I processi mentali a livello cellulare non sono definiti. La stimolazione magnetica non invasiva del tessuto cerebrale prende di mira un'ampia area di tessuto scarsamente caratterizzato. Pertanto non è chiaro se il campo magnetico raggiunga solo le strutture neurali del cervello che necessitano di trattamento. Tuttavia, questo metodo comporta un’esposizione eccessiva a un campo magnetico intenso, diverse volte e addirittura ordini di grandezza superiori a quelli naturali del cervello. Tuttavia, il metodo magnetico non invasivo per il tessuto cerebrale non influisce solo sulle reti neurali che devono essere trattate. Il bersaglio radioattivo indefinito può distruggere le cellule sane durante la terapia.[22][23]

- Questo metodo non è generalizzabile a tutti i pazienti. C'è una maggiore variabilità interindividuale nella risposta alla stimolazione cerebellare.[24]

## Casi d'uso
In Italia, questo trattamento è salito alla ribalta delle cronache a seguito dei casi di successo di alcuni personaggi famosi.